# نول ده رویتر
نول ده رویتر (انگلیسی: Nol de Ruiter؛ زادهٔ ۶ آوریل ۱۹۴۰) بازیکن فوتبال اهل پادشاهی هلند است.